# My Opera
My Opera fue la comunidad virtual de los usuarios del navegador Opera. My Opera era propiedad de Opera Software. En My Opera se ofrecían consejos, informaciones y ayudas relacionadas con el navegador. My Opera funcionaba también como red social. Poseía servicios como blogs, correo electrónico (My Opera Mail), foros, álbumes de fotos, etc. Había versiones de My Opera en español y otros 18 idiomas. Los servicios de My Opera eran igualmente compatibles para Opera Mini, Opera Mobile, Nintendo DS Browser y Opera Wii. My Opera fue clausurado el 3 de marzo de 2014.

## Historia

### Inicios
My Opera fue lanzado en agosto de 2001. En sus comienzos era un sitio de soporte del navegador Opera. En septiembre de 2005, se le añadieron a My Opera más características como álbumes de fotos, grupos de usuarios, etc. El servicio de “diario personal” para cada usuario fue cambiado a un servicio de blog. El 7 de abril de 2011, Opera creó My Opera Mail.

### Cierre de My Opera
El equipo de My Opera anunció el 31 de octubre de 2013 que My Opera sería clausurado el 1 de marzo de 2014. La medida se debió a la aparición de redes sociales y sitios de blogs que ofrecen más y mejores características que los dados por My Opera; así como la cantidad de recursos que Opera Software tenía que gastar para mantener en funcionamiento a My Opera.

## Servicios desaparecidos de My Opera
Para participar en los servicios de My Opera, se requería abrir una cuenta My Opera. El registro era gratis. Cada usuario registrado tenía acceso a My Opera Mail, blog personal y personalizable, compartir fotos y sincronización con Opera Link. Un usuario registrado podía establecer una conexión entre su cuenta de My Opera con sus cuentas en Facebook o Twitter. Cada cuenta en My Opera disponía de una capacidad de almacenamiento de 1 GB para My Opera Mail y 2 GB para el resto de los servicios. 
Los servicios desaparecidos son:
- My Opera Mail: fue un servicio de correo electrónico gratuito similar a Gmail, Correo Yahoo! o Outlook.com.[4] Era compatible con los protocolos  POP, IMAP y XMPP.

- Grupos destacados: se trataban de grupos de discusión cuyos fines eran el de conocer y socializar con otras personas que tengan los mismos intereses.[6]  Cada grupo poseía su propio blog, foro y secciones de fotos para sus miembros.[6]

- Miembros: era una sección que permitía ver a los miembros de My Opera conectados últimamente o buscar a usuarios registrados por país.[7]

- Intercambio de fotos: era una sección donde se compartían fotos con todo el mundo o sólo con los amigos. Estaba dividida en Fotos destacadas, Últimas fotos, Fotos populares y Fotógrafos populares.[8]

- Blogs: los usuarios registrados podían crear sus propios blogs. Los diseños de los blogs eran personalizables mediante la opción de “configuraciones”.[9] Existen tres niveles de privacidad elegible por el usuario: público, sólo amigos, y privado.[9] Un blog podía ser actualizado con un teléfono móvil mediante MMS.[10] La sección de blogs de My Opera mostraba las nuevas entradas de cada blog y los nuevos comentarios.[11]

- Portal de noticias: era un subdominio que no formaba parte de My Opera, pero requería de una cuenta de usuario de My Opera para usar las funciones. El Portal de noticias consistía en una selección de noticias provenientes de diversos medios de comunicación; así como blogs y juegos de otros sitios web.[12] Las noticias estaban organizadas en categorías.[13] Tenía integrado el buscador de Google.[13] El portal estaba disponible en varios idiomas.[13] El Portal de noticias en español tenía versiones propias para Argentina, Chile, Colombia, Costa Rica, Ecuador, España, México, Panamá, Perú, Puerto Rico y Venezuela.[13] El Portal de noticias podía ser personalizado por el usuario.[12] También era posible añadirle más contenidos.[12]

## Servicios existentes de Opera
Otros servicios de Opera como los Foros de Opera, Complementos Opera, la interfaz web de Opera Link y los blogs oficiales de noticias del equipo de Opera siguen existiendo, pero se encuentran ubicados en el sitio oficial de Opera.
- Foros de Opera: son foros que permiten el contacto con otros usuarios de Opera para la solución de problemas con el navegador. Están disponibles en varios idiomas, incluyendo el español. Hasta marzo de 2014 formaban parte de My Opera. Desde entonces se encuentran alojados en el sitio oficial de Opera, pero con un nuevo diseño. Para participar en los foros se necesita crear una cuenta de Opera (cuenta que reemplazó a la cuenta de My Opera).[4]

- Opera Link: es un servicio web que permite sincronizar los datos de un navegador Opera en un servidor en línea para que luego puedan ser accedidos a través de otro dispositivo.[14] La información sincronizada incluye los marcadores, notas, contraseñas y acceso rápido.[14] Opera Link cerrará el 31 de diciembre de 2015[15]

- Complementos Opera: es un subdominio que ofrece dos tipos de mejoras instalables para el navegador Opera: Extensiones y Temas. Las extensiones modifican o añaden funciones al navegador. Los temas cambian el aspecto exterior del navegador. Los complementos funcionan también con Opera portable.

- Desarrolladores (Dev Opera): es un portal destinado a los desarrolladores de web. Presenta artículos sobre la tecnología de Opera y acerca de estándares web. Los desarrolladores pueden compartir allí consejos y trucos. Disponible solamente en inglés.

## Vivaldi.net
Vivaldi.net es una nueva comunidad virtual creada por Jon S. von Tetzchner, cofundador y antiguo director ejecutivo de Opera Software. Vivaldi.net no está relacionada con Opera Software. En su mensaje de bienvenida, Jon S. von Tetzchner expuso su intención de crear Vivaldi.net para que los usuarios de My Opera volvieran a tener otra comunidad virtual. Vivaldi.net ofrece servicios como foros en varios idiomas (incluido el español), blogs personales, cuenta de correo electrónico sin publicidad, álbumes de fotos y chat.